# GK de Perseu
GK de Perseu (GK Persei) és un estel en la constel·lació de Perseu i una de les noves millor conegudes. Es troba a la regió entre Algol (β Persei) i Mirfak (α Persei). En condicions normals la seva magnitud aparent és +13,1.
Coneguda també com a Nova de Perseu 1901, va ser descoberta el 21 de febrer de 1901 quan va aconseguir un màxim de magnitud +0,2, rivalitzant amb Vega (α Lyrae). Va augmentar la seva lluminositat unes 10.000 vegades en sols dos dies. Es va anar apagant fins a magnitud 2 sis dies després, i fins a magnitud 6 dues setmanes més tard. A partir d'aquí va començar a oscil·lar durant diversos mesos, disminuint la seva lluentor fins que ja no va ser visible a ull nu. La nova va tornar a la seva lluentor normal (magnitud +13) després d'onze anys. Des de 1966 fins a l'actualitat, GK Persei ha mostrat esclats recurrents de 3 magnituds cada 3 o 4 anys.
GK de Perseu és un estel binari i una nova inusual. Les dues components estan relativament allunyades, la qual cosa fa difícil la cessió de matèria de l'estel principal a nan blanc. Hom pensa que l'estel principal, de tipus espectral K2, està propera a abandonar la seqüència principal augmentant significativament el seu diàmetre.
Després de l'explosió com nova clàssica en 1901, GK Persei ha començat a mostrar característiques pròpies d'una variable cataclísmica de tipus nova nana a partir de 1966. El descobriment de radiació X emesa pel sistema ha permès classificar GK de Perseu com un estel DQ Herculis, en funció de la intensitat del camp magnètic de la nana blanca.

## Cultura popular
- GK de Perseu és la nova que apareix esmentada al final del relat Beyond the Wall of Sleep. de l'escriptor H. P. Lovecraft.[9]